# باکوپاری
باکوپاری (نام علمی: Garcinia gardneriana) نام یک گونه از سرده گارسینیا است.